# Wapen van Spijkenisse
Het wapen van Spijkenisse is in 1936 toegekend, het was het oude wapen van de Heren van Putten. Het bleef in gebruik totdat Spijkenisse op 1 januari 2015 opging in de nieuwe gemeente Nissewaard.

## Geschiedenis
Het wapen van Spijkenisse is een oud wapen. In de huidige vorm is het sinds 1236 en 1241 bekend van het zegel Heer Nicolaas I van Putten. Het wapen lijkt op dat van de familie Persijn uit Noord-Holland. Het staat niet vast hoe dit is gelopen, maar er is wel een vermoeden: de eerste heer van Putten was verwant aan deze familie Persijn en hij zal het wapen van Persijn als inspiratiebron hebben gebruikt voor het ontwerp van zijn eigen wapen. 
Nadat de laatst nazaat van Nicolaas III van Putten kinderloos was overleden,  namelijk Jacob van Gaasbeek in 1459, en de Heerlijkheid Putten aan de graven van Holland verviel, verdween het Putse wapen van het toneel. Het verscheen in de 18e eeuw weer in een andere vorm in het wapen van Hendrik Braats. Die verwierf in 1731 ambachtsheerlijkheden Spijkenisse, Braband, Hekelingen en Vriesland, die alle hadden behoord tot de Heerlijkheid Putten. Hij nam vervolgens het oude Putse wapen in vereenvoudigde vorm op als hartschild in zijn eigen wapen.
In 1935 vonden burgemeester Lindeman van Bloemen Waanders en de gemeenteraad het tijd worden dat ook Spijkenisse een eigen wapen kreeg en zetten daarvoor de procedure in werking. De Hoge Raad van Adel adviseerde om het oude wapen van Putten hiervoor te gebruiken. Geen enkele gemeente in het land van Putten voerde dit wapen en het was een mooi gebaar om de herinnering aan de heren en vrouwen van Putten vast te leggen in het gemeentewapen van Spijkenisse. Op 18 november 1936 werd het wapen aan de gemeente Spijkenisse toegekend, toen nog zonder kroon. Op 14 juni 1961 werd het besluit bekrachtigd om het wapen te verfraaien door er een gouden kroon boven te plaatsen. 
Het wapen bleef in gebruik tot op 1 januari 2015 de gemeente samen met Bernisse opging in de nieuw gevormde gemeente Nissewaard. Het wapen is in het wapen van Nissewaard opgenomen.

## Blazoen
De beschrijving van het wapen van Spijkenisse luidt als volgt: "Gedwarsbalkt van 6 stukken van azuur en goud, de azuren balken beladen met onderscheidenlijk vier, drie en twee St.Andrieskruisjes van zilver. Het schild gedekt met een gouden kroon van drie bladeren en twee parels". 
Dit wil zeggen dat er horizontaal zes balken over het schild staan, deze zijn afwisselend blauw en goud van kleur. De blauwe balken hebben respectievelijk 4, 3 en 2 Sint-Andrieskruisjes. De bovenste heeft er 4, de middelste 3 en de onderste blauwe balk 2. Boven het wapen staat een gouden kroon met drie bladeren die is bezet met twee parels, dit is een zogenaamde gravenkroon.
De schuinkruizen of Sint-Andrieskruizen staan vermoedelijk voor rechtszekerheid. Andere steden met dit soort kruizen in hun wapen zijn Amsterdam en Breda, beide steden hebben of zelf een of meerdere rechtbanken of, zoals het geval bij Breda wil, hun landvoogd(en) mochten recht spreken. Ook de Heren van Putten hadden het recht om recht te spreken.

## Verwante wapens

Wapen Persijn
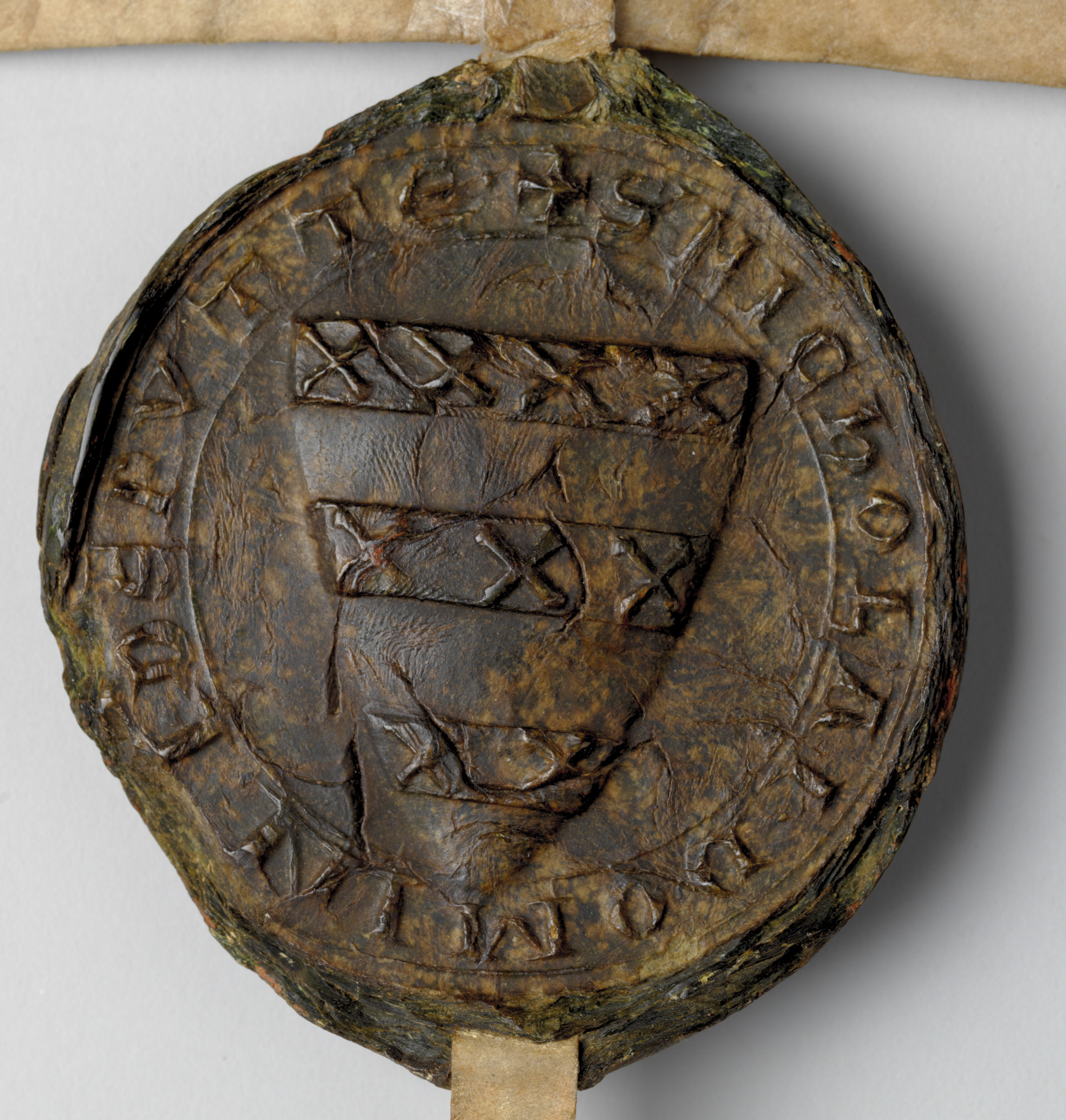
Zegel Nicolaas I van Putten in 1241 heerlijkheid Putten
Het wapen van de heerlijkheid Putten
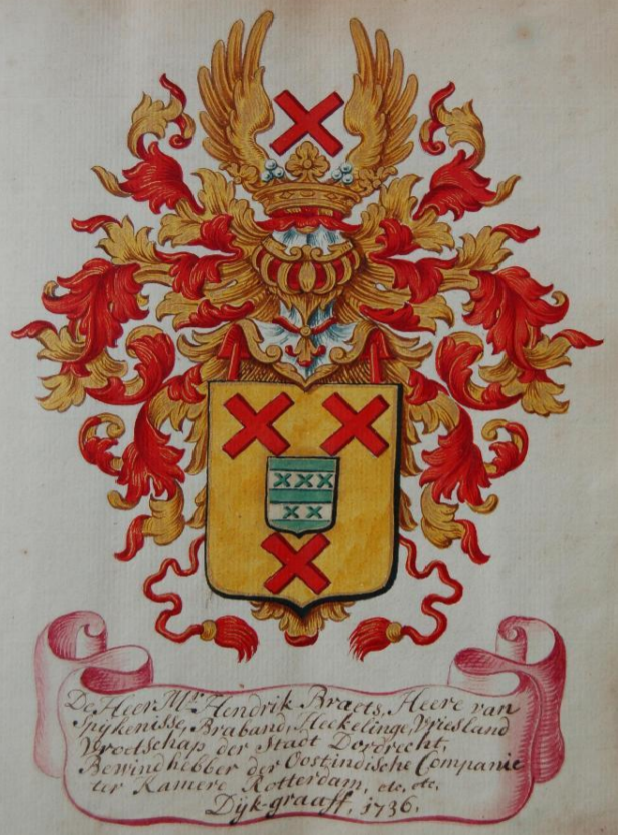
Wapen Hendrik Braats (1702-1741), ambachtsheer van o.a. Spijkenisse
Het Wapen van Bernisse
Het Wapen van Nissewaard